# Comuna Nova Kapela, Slavonski Brod-Posavina
Nova Kapela este o comună în cantonul Slavonski Brod-Posavina, Croația, având o populație de 4.227 de locuitori (2011).

## Demografie
Componența etnică a comunei Nova Kapela
     Croați (98,53%)
     Necunoscut (0,07%)
     Neclasificat (1,25%)
Componența confesională a comunei Nova Kapela
     Catolici (98,39%)
     Necunoscută (0,26%)
     Alte religii (1,35%)
Conform recensământului din 2011, comuna Nova Kapela avea 4.227 de locuitori. Din punct de vedere etnic, majoritatea locuitorilor (98,53%) erau croați. Apartenența etnică nu este cunoscută în cazul a 0,07% din locuitori. Din punct de vedere confesional, majoritatea locuitorilor (98,39%) erau catolici. Pentru 0,26% din locuitori nu este cunoscută apartenența confesională.